# Estola obliquelineata
Estola obliquelineata là một loài bọ cánh cứng trong họ Cerambycidae.